# Perfect World (canción de Gossip)
«Perfect World» —en español: «Mundo perfecto»— es una canción de la banda estadounidense de indie rock Gossip. Fue lanzado el 13 de marzo de 2012, como el primer sencillo de A Joyful Noise, el quinto álbum de la banda. La canción fue escrita por la banda en colaboración de Luke Fitton,  Toby Scott, y Brian Higgins, siendo este último también, el encargado en la producción.

## Video musical
El video fue dirigido por Price James, quien había dirigido anteriormente, el clip de «I Wrote The Book», uno de los sencillos de Beth Ditto como solista.
En él, muestra a Beth Ditto como protagonista, nuevamente adoptando una estética gótica, actuando con la banda en un sacro escenario en medio de vitrales, fuego, candelabros y acompañado de esbeltos gimnastas-bailarines, entre otras cosas.
La cinematografía de «Perfect World» intenta jugar un poco con la imagen de Adele en "Rolling in the Deep". Se lo puede ver en medio de las escenas donde aparecen los gimnastas.

## Lista de canciones
| Descarga digital |                 |          |  |
| N.º              | Título          | Duración |  |
| 1.               | «Perfect World» | 4:28     |  |

| Sencillo en CD |                                |          |  |
| N.º            | Título                         | Duración |  |
| 1.             | «Perfect World» (Radio Edit)   | 3:46     |  |
| 2.             | «Perfect World» (Instrumental) | 4:27     |  |

## Posicionamiento en listas y certificaciones
| Lista (2012)                          | Mejor posición |
| ------------------------------------- | -------------- |
| Alemania (Media Control AG)           | 13             |
| Austria (Ö3 Austria Top 40)           | 16             |
| Bélgica (Flandes) (Ultratop 50)       | 12             |
| Bélgica (Valonia) (Ultratop 50)       | 16             |
| Estados Unidos (Hot Dance Club Songs) | 8              |
| Francia (SNEP)                        | 27             |
| Suiza (Schweizer Hitparade)           | 11             |

| País     | Organismo certificador | Certificación | Ref.   |
| -------- | ---------------------- | ------------- | ------ |
| Alemania | BVMI                   | Disco de Oro  | [ 12 ] |